# Catherine Cuenca
Pour les articles homonymes, voir Cuenca.
Catherine Cuenca (née le 1er avril 1982 à Lyon) est une écrivaine française, autrice de plus de cinquante romans historiques pour la jeunesse. 

## Biographie

### Enfance et formation
Catherine Cuenca est originaire de Mions, près de Lyon,. Elle est titulaire d’une licence d’histoire,.

### Carrière littéraire
Catherine Cuenca publie son premier roman en 2001, à l'âge de 18 ans,. 
Elle remporte trois fois le Prix du roman historique jeunesse du festival Les Rendez-vous de l'histoire de Blois: en 2008 pour Frères de Guerre, en 2009 pour La Guerre des ombres, et en 2022 pour Sœurs de guerre. 
Elle travaille quelques années dans une bibliothèque avant d'exercer, depuis 2010, le métier d'écrivain à temps plein.
Au début des années 2010, elle publie une série historique à succès, Le passage des lumières, qui explore le XXIe siècle et la Révolution française. 
En 2017, elle publie Celle qui voulait conduire le tram. Le roman raconte l'histoire d'une jeune femme qui doit conduire les trams afin de remplacer les hommes partis combattre les Allemands durant la Première Guerre mondiale. Lorsque ceux-ci rentrent du front, elle se bat pour garder sa place. 
Son roman La petite fleur d’Hiroshima est sélectionné pour le Prix Gulli du Roman 2020.
En 2024  elle est lauréate du Prix des Incorruptibles catégorie 3ᵉ/Lycée pour Nos corps jugés. Le roman se situe en 1978 et raconte l'histoire d'un viol, avec en toile de fond le procès de l’affaire Tonglet-Castellanco.
Son roman Les démons de Notre-Dame est sélectionné pour le Livre Élu Ado 2025. 
Parallèlement, elle est conseillère littéraire et va régulièrement à la rencontre des jeunes lecteurs,,,,,. 

### Vie privée
Catherine Cuenca réside dans la région lyonnaise. 

## Publications
- Une trace dans la nuit, Talents Hauts, coll. Les Héroïques, 2025
- Rosa Bonheur, peintre de la cause animale, Scrineo, coll. Destinées, 2025
- Trois jours pour retrouver mon frère David, Paris, 1945, Oskar, coll. Suspense, 2025
- Sœurs de guerre, Oskar, coll. Histoire & Société, 2025 (1re éd. Talents Hauts, 2020)
- Vingt-quatre heures pour sauver Adam, mon ami du ghetto, Oskar, coll. Suspense, 2024
- Vingt-quatre heures pour aider la Résistance. Un message pour Théo, Oskar, coll. Suspense, 2024
- La dernière sorcière, Talents Hauts, coll. Les Héroïques, 2023
- Les démons de Notre-Dame, Scrineo, coll. Histoire, 2023
- La Fille du gladiateur, Oskar, coll. Histoire & Société, 2023
- Moi, Alice, résistante... Journal d'une jeune révoltée, 1940-1945. Oskar, coll. Histoire & Société, 2022
- Louise, naufragée du Titanic, Scrineo, coll. Vis la vie, 2022
- La Jeune fille et le chat, Scrineo, coll. Histoire, 2022
- Nos corps jugés, Talents Hauts, coll. Les Héroïques', 2022
- Jeanne d'Arc, une jeune fille libre au Moyen Âge, Oskar, coll. Elles ont osé!, 2021
- Sauver Mina, Scrineo, 2021
- L'Hôpital des sorciers, Scrineo, 2020
- La Petite fleur d'Hiroshima, Oskar, coll. 10 jours pour changer le monde, 2020
- L'Assassin du Marais, Scrineo, 2019
- La Reine Margot, du mariage au massacre, Oskar, coll. 10 jours pour changer le monde, 2019
- L'Armistice n'aura pas lieu, Oskar, coll. 10 jours pour changer le monde, 2018
- Piège à la Bastille, Nathan, 2018
- Il faut gagner la bataille de Waterloo!, Oskar, coll. 10 jours pour changer le monde, 2017
- Oko et la pierre du bout du monde, Oskar, coll. Histoire et Société, 2017
- Celle qui voulait conduire le tram , Talents Hauts, coll. Les Héroïques, 2017
- Il faut gagner la bataille de Verdun!, Oskar, coll. 10 jours pour changer le monde, 2016
- La Révolution d'Aurore - 1793 aux côtés d'Olympe de Gouges, Nathan, coll. Un regard sur..., 2016
- Le loup du bois sanglant, Oskar, 2016
- La prophétie des runes, tome 1: La rouelle de feu, Gulf Stream, 2016
- La prophétie des runes, tome 2: L'énigme sarmate, Gulf Stream, 2016
- La prophétie des runes, tome 3: La guerre des dieux, Gulf Stream, 2016
- Le naufragé de la Méduse, Bulles de Savon, coll. L'Histoire comme un roman, 2016
- Eldorado, le trésor de la cité perdue, Bulles de Savon, coll. L'Histoire comme un roman, 2015
- La trompette d'Alésia, Nathan, 2015
- La malédiction de la pierre de lune, tome 1: Florence, Gulf Stream, 2014
- La malédiction de la pierre de lune, tome 2: Rome, Gulf Stream, 2014
- La malédiction de la pierre de lune, tome 3: Naples, Gulf Stream, 2015
- Trois flammes dans la nuit, Oskar, 2014
- La colombe de Montségur, Oskar, 2014  (ISBN 9791021401846)
- Le mystère de la Tête d'Or, tome 1: Le trésor de l'Isle, Gulf Stream, 2013  (ISBN 9782354881993)
- Le mystère de la Tête d'Or, tome 2: L'énigme du grenat perdu, Gulf Stream, 2013  (ISBN 9782354882075)
- Le mystère de la Tête d'Or, tome 3: Le fantôme de Cybèle, Gulf Stream, 2013
- Le choix d'Adélie, Oskar, 2013  (ISBN 9791021400320)
- Le secret du dernier poilu, Oskar, Histoire et Société, 2012  (ISBN 9782350009568)
- Le passage des Lumières, tome 1: Espoirs, Gulf Stream, 2012   (ISBN 9782354881474)
- Le passage des Lumières, tome 2: Révoltes, Gulf Stream, 2012   (ISBN 9782354881535)
- Le passage des Lumières, tome 3: Victoires, Gulf Stream, 2012   (ISBN 9782354881603)
- Le passage des Lumières, tome 4: Révélations, Gulf Stream, 2012   (ISBN 9782354881726)
- Le passage des Lumières, tome 5: Trahisons, Gulf Stream, 2012   (ISBN 9782354881788)
- La ballade du Maure, Oskar, Histoire et Société, 2012   (ISBN 9782350008523); Encre bleue, Largevision, 2013  (ISBN 9782843796050)
- L'épée d'Azincourt, Oskar, Histoire et Société, 2012   (ISBN 9782350008301)
- Le Crime de la pierre levée, Flammarion jeunesse, 2010   (ISBN 2081230984)
- La Menace des seigneurs-brigands, Flammarion jeunesse, 2011  (ISBN 9782081241572)
- Le Journal d'Eulalie, un amour de guerre, Oskar, Histoire et Société, 2010
- Porté Disparu!, Oskar, coll. Histoire&Société, 2022 (1re éd. 2009)
- Frères de Guerre, Flammarion, Castor Poche, 2006.  (ISBN 2081633949)
- La guerre des ombres, Flammarion Castor Poche, 2009   (ISBN 2081216868)
- Camarades, e-book Amazon Kindle, 2012 (1re éd. Labor, 2005)
- La Marraine de Guerre, Hachette, Le livre de Poche jeunesse, 2001  (ISBN 2013224494)

## Prix et distinctions
- 2008 : Prix du roman historique jeunesse du festival Les Rendez-vous de l'histoire pour Frères de Guerre[6]
- 2009 : Prix du roman historique jeunesse du festival Les Rendez-vous de l'histoire pour La Guerre des ombres[6]
- 2013 : Prix Dimoitou /Ouest France pour "Le Mystère de la tête d'or" tome 1[16]
- 2015 : Prix Val Cérou pour La Colombe de Montségur[17]
- 2022 : Prix du roman historique jeunesse du festival Les Rendez-vous de l'histoire pour Sœurs de guerre[6]
- 2023 : Prix Val Cérou pour La jeune fille et le chat[17]
- 2024 : 
  - Prix des ados en colère pour Nos corps jugés[18]
  - Prix des Incorruptibles catégorie 3ᵉ/Lycée pour Nos corps jugés[9].